# Överfall
Överfall är en stridsmetod som syftar till att överraskande förstöra material och ta fångar, vilket innebär att det egna förbandet tar målområdet (tar terräng) för att överrumpla fienden. Som i regel organiseras överfallstyrkan i anfall-, förstöring-, understöds- och skyddsenheter. Överfall genomförs oftast i samlad pluton, men det går att genomföra överfall i mindre enheter som grupp eller patrull mot svagt försvarade mål t.ex. vägposter.